# Oropodisma chelmosi
Oropodisma chelmosi är en insektsart som beskrevs av Boris Petrovich Uvarov 1942. Oropodisma chelmosi ingår i släktet Oropodisma och familjen gräshoppor. Inga underarter finns listade i Catalogue of Life.